# شورش عراق (۲۰۱۳–۲۰۱۱)

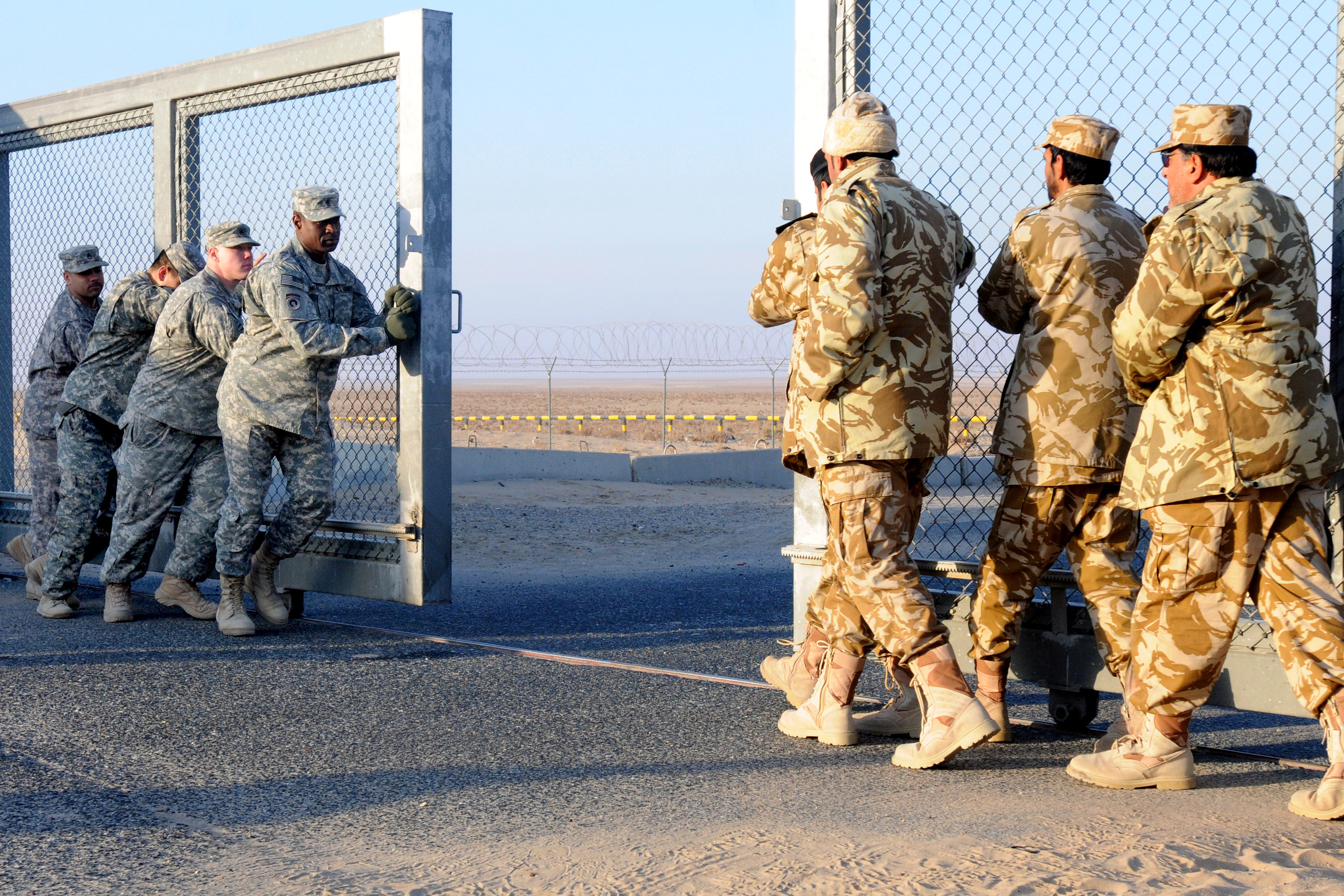
این تصویر نیروهای نظامی را نشان می‌دهد که در حال بستن دروازه یک پایگاه نظامی در عراق هستند. این صحنه نمادی از خروج نیروهای آمریکایی از عراق در سال 2011 و آغاز شورش‌های داخلی و درگیری‌های خشونت‌آمیز در این کشور است.

شورش عراق (به انگلیسی: Iraqi insurgency) به تشدید بحران عراق، پس از خروج نیروهای نظامی آمریکا از این کشور در سال ۲۰۱۱، و در نتیجه درگیری‌های خشونت‌آمیز با دولت مرکزی، و همچنین خشونت‌های فرقه‌ای در میان گروه‌های مذهبی عراق گفته می‌شود.

## پیشینه
پس از حمله آمریکا به عراق در سال ۲۰۰۳ و سرنگونی دولت صدام حسین، دولت جدید را عمدتاً شیعیان تشکیل دادند و عراق به صحنه خشونت‌های فرقه‌ای تبدیل شد. شورش‌هایی از سوی شبه‌نظامیان سنی علیه دولت مرکزی درگرفت و همچنین جمعیت عمدتاً شیعهٔ عراق نیز از سوی گروه‌هایی مانند القاعده عراق به رهبری ابومصعب الزرقاوی هدف حمله قرار گرفتند که به دنبال آن موجی از حملات متقابل میان گروه‌های شیعه و سنی این کشور شکل گرفت.

## شروع خشونت‌ها و دلایل
پس از روی کارآمدن دولت شیعی و خروج ارتش ایالات متحده از عراق در سال ۲۰۱۱، میزان خشونت‌ها در عراق افزایش یافت. مخالفت جمعیت سنی عراق با دولت مرکزی موجب تنش‌هایی شد که در پی آن تعدادی از غیرنظامیان سنی جان باختند. از طرفی گروه‌های شبه‌نظامی سنی افراطی جمعیت شیعه این کشور را که در اکثریت بودند، برای تضعیف اعتماد به نفس در دولت شیعه هدف حملات قرار دادند و تلاش‌های دولت برای محافظت از مردم بدون پشتیبانی آمریکا صورت گرفت.
خشونت‌ها در این کشور به حدی افزایش یافت که سال ۲۰۱۲ خونبارترین سال عراق از سال ۲۰۰۸ (از جنگ داخلی پیشین) تا آن زمان بود. به گفته سازمان ملل متحد از ژانویهٔ ۲۰۱۲ تا دسامبر ۲۰۱۳ بیش از هفت هزار غیرنظامی عراقی و ۹۵۰ تن از مأموران امنیتی این کشور کشته شدند. سنی‌های عراق دولت نوری مالکی را به تبعیض علیه اقلیت سنی متهم کرده و خواستار برکناری او شدند.
در سال ۲۰۱۳ معترضان در شهر رمادی مرکز استان انبار با حضور در چادرها تحصن کردند که نیروهای امنیتی برای برچیدن چادر معترضان سنی، آن‌ها را به آتش کشیدند که موجب به برخوردهای شدیدی شد و بر اساس گزارش‌ها ۱۰ کشته برجای گذاشت. یک خبرنگار خبرگزاری فرانسه در شهر رمادی از گلوله‌باران مناطق اطراف شهر توسط هلی‌کوپترهای نیروهای امنیتی خبر داد و خبرگزاری رویترز هم از کشته شدن ۱۳ نفر از جمله سه افسر پلیس در خشونت‌های اطراف شهر رمادی گزارش داد. تنش‌ها از زمانی افزایش یافت که نیروهای امنیتی یک نماینده سنی مجلس عراق را دستگیر کردند و در جریان دستگیری او برادر و سه محافظش کشته و بیش از ۵۰ نفر مجروح شدند.
در آوریل ۲۰۱۳ هم حمله مشابهی از سوی نیروهای عراقی به محل تظاهرات سنی‌ها در شهر شمالی هاویجه روی داد که به کشته شدن چهل غیرنظامی و یک مأمور پلیس منجر شد.
اوج‌گیری این خشونت‌ها بستر فعالیت گروه‌های تروریستی مانند القاعده را در سراسر عراق افزایش داد و موجب افزایش حملات آنان شد. افزایش این خشونت‌ها به حدی بود که سال ۲۰۱۲ خونبارترین سال عراق از زمان جنگ داخلی پیشین (سال ۲۰۰۸) بوده‌است. به گفته سازمان ملل متحد از ژانویه سال ۲۰۱۲ تا دسامبر ۲۰۱۳ بیش از هفت هزار غیرنظامی عراقی و ۹۵۰ تن از مأموران امنیتی این کشور کشته شده‌اند.

## حملات
سپتامبر ۲۰۱۳، در حمله‌ای که در شهر حله در جنوب بغداد روی داد، پس از انفجار دو خودروی بمب‌گذاری شده دست‌کم ۱۵ نفر جان باختند. بمب‌های دیگری در مناطق شیعه‌نشین بغداد، بصره، ناصریه و کربلا منفجر شدند که در نتیجه آن بیش از چهل تن کشته شدند.
هنگام برگزاری مراسم نماز جماعت اهل سنت انفجار بمب دست‌کم ۳۵ کشته و ۴۵ تن مجروح برجای گذاشت. در ماه ژوئیه حمله مسلحانه‌ای به یک پاسگاه پلیس در نزدیکی موصل جان ۹ مأمور پلیس را گرفت. انفجار دیگری هنگام خواندن خطبه‌های نماز جماعت اهل سنت در مسجد «ابوبکر صدیق» شهر وجیهیه استان دیاله رخ داد که در پی آن ۲۰ تن کشته و ده‌ها نفر زخمی شدند. در انفجارهایی در اطراف دو مسجد سنی‌ها در بغداد ۲۱ نفر کشته و بیش از ۶۰ نفر مجروح شدند و یک انفجار انتحاری دیگر هم در مراسم تشییع جنازه در شهری در نزدیکی شهر بعقوبه، ۳ کشته داشت.
در یک عملیات که از سوی القاعده عراق انجام شد، شمار زیادی از زندانیان از دو زندان ابوغریب و تاجی موفق به فرار شدند. وزارت کشور عراق در بیانیه‌ای اعلام کرد که مهاجمان مسلح به سمت دو زندان ابوغریب و تاجی در غرب و شمال بغداد خمپاره پرتاب کردند و این در حالی بود که همزمان، زندانیان این دو زندان دست به شورش زده بودند. بنابر گزارش‌ها تعداد این زندانیان به صدها تن می‌رسید و برخی مقامات بلندپایه القاعده در میان آنان بوده‌اند. القاعده عراق ادعا کرد که تعداد این زندانیان ۵۰۰ تن بوده و به سوریه گریخته‌اند.
منابع نظامی عراق از کشته‌شدن دست کم ۱۵ نفر از افسران و سربازان ارتش عراق در جریان حمله‌ای در استان انبار خبر دادند. پنج افسر ارشد از جمله یک سرلشکر و همچنین ده سرباز کشته‌شدگان این حمله هستند. به گفتهٔ منابع نظامی این حمله در تلافی حمله به یکی از پناهگاه‌های متعلق به شبکه القاعده در استان انبار در نزدیکی مرز سوریه صورت گرفته‌است. منابع پزشکی از کشته شدن دست‌کم ۳۷ نفر در خشونت‌ها و درگیری ارتش با افراد مسلح در فلوجه خبر دادند.

## شکل‌گیری داعش و بحران جنگ داخلی
خروج نیروهای آمریکایی از عراق و ضعف نیروهای امنیتی عراق در تأمین امنیت و شروع همزمان جنگ داخلی سوریه میان دولت بشار اسد و مخالفانش در همین زمان، موجب شروع بحران داعش در عراق شد. ابوبکر بغدادی رهبر القاعدهٔ عراق در سال ۲۰۱۳ در پیامی از ادغام گروه‌های اسلامگرا و تشکیل «دولت اسلامی عراق و شام» خبر داد و این گروه در مناطق مختلف عراق مانند فلوجه وارد نبرد با نیروهای عراقی شد. پس از آن داعش به مناطق وسیعی از عراق حمله کرد که به اشغال موصل و مناطقی از شمال عراق در سال ۲۰۱۴ انجامید. حضور داعش به دور جدیدی از خشونت‌ها و حملات مرگبار در عراق منجر شد.

## تأثیر بر جنگ داخلی سوریه
شورش گروه‌های مسلح در داخل عراق باعث تشدید جنگ داخلی سوریه، در سال ۲۰۱۴ نیز شد. شبه‌نظامیان سنی عراقی به گروه‌های دیگری در سوریه پیوستند که علیه دولت سوریه ایستاده بودند و بسیاری از اعضای گروه‌های شیعه نیز برای حمایت از شیعیان و دولت سوریه به این کشور نقل مکان کردند.